# Sportavia P.68 Observer
Die Sportavia P.68 Observer ist eine bei Sportavia-Pützer weiterentwickelte Variante des sechssitzigen Reiseflugzeugs Partenavia P.68 für Beobachtungs- und Überwachungsflüge.

## Geschichte
Sportavia-Pützer übernahm 1973 den Vertrieb und die Betreuung des zweimotorigen, sechssitzigen Reiseflugzeugs P.68 in Deutschland für den italienischen Hersteller Partenavia. Auf Grund einer Kundenanfrage für ein Beobachtungsflugzeug schlug Alfons Pützer Partenavia 1975 die Entwicklung einer speziellen Beobachtervariante der Partenavia P.68B vor, die anstelle von Helikoptern Beobachtungsaufgaben ohne spezielle Anforderungen an Starts und Landungen in freiem Gelände oder stationäres Schweben wahrnehmen sollte.
Im Kundenauftrag entstand daraufhin bei Sportavia-Pützer eine vollständig neu konzipierte, helikopterähnliche Vollglaskanzel, die die gesamte Cockpitsektion der P.68B ersetzte. Unter der Bezeichnung Sportavia P.68 Observer erfolgte der Erstflug des Prototyps D-GERD am 20. Februar 1976 auf der Dahlemer Binz. Im Mai 1976 wurde die Maschine erstmals auf ILA 1976 der Öffentlichkeit vorgestellt. Eine spätere Serienfertigung des Observers sollte bei der Sportavia-Muttergesellschaft Rhein-Flugzeugbau in Mönchengladbach erfolgen, wo Rumpf- und Leitwerkssegmente im Rahmen einer Lizenzfertigung hergestellt werden sollten. Die Vollglaskanzel sollte von der Dahlemer Binz durch Sportavia-Pützer zugeliefert werden. Den Antrag zur Typenzulassung stellte Partenavia bei der italienischen Luftfahrtbehörde RAI am 4. Dezember 1978. Die endgültige Typenzulassung erhielt Partenavia mit dem RAI TC Nr. A151 am 12. Juni 1980.
Für kurze Zeit wurde der Observer 1976 auch bei der Polizei-Flugstaffel Koblenz bei der Autobahn-Überwachung erprobt. Das Flächenflugzeug wurde allerdings von den Helikopterpiloten wegen der fehlenden Außenlandemöglichkeiten abgelehnt. Auch für Überwachungsflüge von Pipeline-Anlagen wurde der Observer getestet. Die fehlenden Außenlande-Eigenschaften des Observers erwiesen sich bei der Vermarktung gegenüber konventionellen Helikoptern als nachteilig. Partenavia gab die Pläne zur Aufnahme einer Serienfertigung des Observers Anfang 1979 wegen des ausbleibenden Vertriebserfolgs auf. Die Sportavia P.68 Observer blieb zunächst ein Einzelstück.

## Weiterentwicklungen
Im Rahmen der Vermarktung der P.68 Observer wurde die Maschine auch der Bundeswehr vorgestellt. Seitens des Heeres bestand zwar kein Bedarf für ein militärisches Aufklärungsflugzeug, allerdings war man an der Weiterentwicklung als taktisches Transportflugzeug interessiert. Diese Entwicklung wurde bei Sportavia unter der Bezeichnung Sportavia Leisetransporter weiterverfolgt.

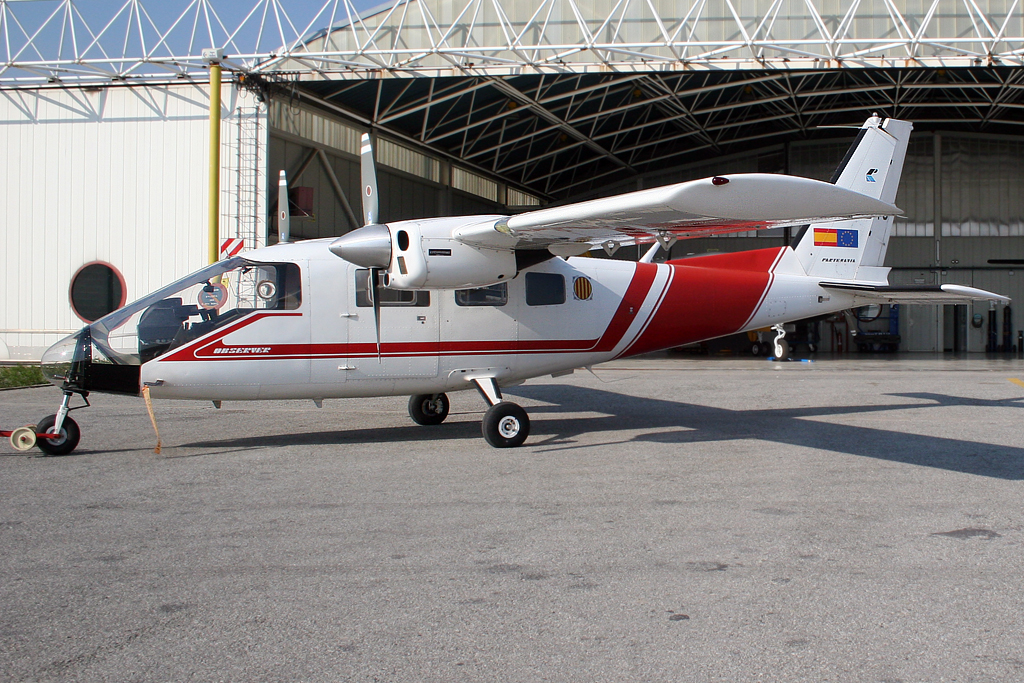
Partenavia P.68 Observer, Institut Cartografic de Catalunya, EC-DTS

Nach der Übernahme Partenavias durch den italienischen Staatskonzern Alenia wurde die P.68-Fertigung 1981 zugunsten der Teilezulieferung für Boeing weitgehend eingestellt. Dennoch fanden auch in den 80er Jahren einzelne Weiterentwicklungen der P.68 bei Partenavia statt, die zum Teil auch auf die Observer-Variante übertragen wurden. Bei Partenavia wurde im Rahmen der allgemeinen P.68-Weiterentwicklung auch für den Observer eine Turbolader-Variante Partenavia P.68TC Observer ausgelegt, für die die italienische Zulassungsbehörde RAI am 18. Juni 1985 die bestehende P.68-Musterzulassung A151 erweiterte. Eine grundlegende Überarbeitung des ursprünglichen Sportavia-Entwurfs erfolgte bei Partenavia 1988. Die Partenavia P.68 Observer 2 wurde für ein erhöhtes Start- und Landegewicht ausgelegt und erhielt Winglets an den Flügelenden. Die Cockpit-Instrumentierung wurde neu gestaltet und das Fahrwerk wurde vergrößert. Für diesen überarbeiteten Observer erteilte die RAI eine erweiterte Genehmigung der bestehenden Musterzulassung A151 am 30. November 1989.
Erst nach der Übernahme des Unternehmens durch einen Privatinvestor beschäftigte man sich ab 1992 wieder mit einer Wiederaufnahme der P.68-Produktion. Neben mehreren Reiseflugzeugvarianten der P.68C sollte bei Partenavia auch die Partenavia P.68 Observer 2 in Serie gehen. Bis zur Insolvenz des Unternehmens 1998 kam es allerdings zu keiner Aufnahme der Produktion. Nach der Partenavia-Insolvenz übernahm die 1996 in Neapel gegründete Vulcanair die Rechte an den Partenavia-Entwicklungen. Am 25. November 1998 wurden die früheren auf Partenavia ausgestellten Musterzulassungen für die P.68 von der italienischen Zulassungsbehörde ENAC unter der ENAC TC No. A365 auf Vulcanair übertragen. Dazu gehörten auch die drei Observer-Varianten der P.68. Die P.68TC Observer und P.68 Observer 2 gehören heute zu den meistverkauften P.68-Produkten der Vulcanair. Sie werden hauptsächlich von staatlichen Institutionen, z. B. dem US-Innenministerium oder der chilenischen Luftwaffe betrieben.

## Technische Daten
| Kenngröße             | Sportavia P.68 Observer                 | Partenavia P.68 Observer                 | Partenavia P.68TC Observer                 | Partenavia P.68 Observer 2               |
| --------------------- | --------------------------------------- | ---------------------------------------- | ------------------------------------------ | ---------------------------------------- |
| Besatzung             | 2                                       | 2                                        | 2                                          | 2                                        |
| Länge                 | 9,35 m                                  | 9,43 m                                   | 9,15 m                                     | 9,15–9,54 m                              |
| Spannweite            | 12,00 m                                 | 12,00 m                                  | 12,00 m                                    | 12,00 m                                  |
| Höhe                  | 3,40 m                                  | 3,40 m                                   | 3,40 m                                     | 3,40 m                                   |
| Flügelfläche          | 18,60 m²                                |                                          |                                            | 18,60 m²                                 |
| Flügelstreckung       | 7,75                                    | 7,75                                     | 7,75                                       | 7,75                                     |
| Nutzlast              | 760 kg                                  |                                          | 510 kg                                     | 664 kg                                   |
| Leermasse             | 1200 kg                                 |                                          | 1450 kg                                    | 1420 kg                                  |
| max. Startmasse       | 1960 kg                                 | 1960 kg                                  | 1960 kg                                    | 2084 kg                                  |
| Reisegeschwindigkeit  | 281 km/h                                | 281 km/h                                 | 281 km/h                                   | 285 km/h                                 |
| Höchstgeschwindigkeit | 322 km/h                                | 357 km/h                                 | 357 km/h                                   | 360 km/h                                 |
| Dienstgipfelhöhe      | 6100 m                                  |                                          | 6096 m                                     | 5490 m                                   |
| Reichweite            | 1787 km                                 |                                          | 2280 km                                    | 2960 km                                  |
| Triebwerke            | 2 × 200 PS (147 kW) Lycoming IO-360-A1B | 2 × 200 PS (147 kW) Lycoming IO-360-A1B6 | 2 × 210 PS (154 kW) Lycoming TIO-360-C1A6D | 2 × 200 PS (147 kW) Lycoming IO-360-A1B6 |